# Haemulon striatum
Haemulon striatum е вид бодлоперка от семейство Haemulidae.

## Разпространение и местообитание
Този вид е разпространен в Американски Вирджински острови, Ангуила, Антигуа и Барбуда, Аруба, Барбадос, Бахамски острови, Белиз, Бермудски острови, Бонер, Бразилия, Британски Вирджински острови, Венецуела, Гваделупа, Гватемала, Гвиана, Гренада, Доминика, Доминиканска република, Кайманови острови, Колумбия, Коста Рика, Куба, Кюрасао, Мартиника, Мексико, Монсерат, Никарагуа, Панама, Пуерто Рико, Саба, САЩ (Алабама, Луизиана, Мисисипи, Тексас и Флорида), Свети Мартин, Сейнт Винсент и Гренадини, Сейнт Китс и Невис, Сейнт Лусия, Сен Естатиус, Синт Мартен, Суринам, Тринидад и Тобаго, Търкс и Кайкос, Френска Гвиана, Хаити, Хондурас и Ямайка.
Обитава морета, заливи и рифове. Среща се на дълбочина от 10 до 100 m, при температура на водата от 17 до 27,5 °C и соленост 35 – 36,4 ‰.

## Описание
На дължина достигат до 28 cm.